# Alison Tyler
Alison Tyler (Condado de Orange, California; 5 de enero de 1990) es una actriz pornográfica estadounidense.

## Biografía
Alison nació en la región californiana del Condado de Orange, en el seno de una familia con ascendencia italiana y danesa. Durante su infancia, Tyler era una chica poco femenina que creció rodeada de caballos, una de sus grandes aficiones, que la llevaron a competir en diversos torneos del condado. Su primer trabajo fue en una heladería.
Más tarde, asistió a la universidad, donde compaginó sus estudios con actividades deportivas, como el voleibol o el remo, y actividades benéficas en defensa de los necesitados.
En 2009, a los diecinueve años de edad, Tyler hizo su primera sesión para el portal web Exploted College Girls. Ese fue el comienzo de su pronta carrera en el cine porno, donde ha trabajado con Evil Angel, participando en Titty Creampies 6 junto a otras estrellas del porno como Amy Anderssen, Ava Addams, Nikki Benz, Romi Rain, Summer Brielle y Lylith Lavey.
Como actriz ha trabajado con otros estudios como Twistys, Devil's Film, 3rd Degree, Burning Angel, New Sensations, Girlfriends Films, Zero Tolerance, Vivid, Digital Playground, Diabolic, Sweetheart Video, Wicked Pictures, Brazzers o Reality Kings.
En 2015, Tyler participó en la parodia porno del filme Batman v Superman: Dawn of Justice, dirigida por Axel Braun, interpretando a Wonder Woman, por cuyo papel tuvo sendas nominaciones en los Premios AVN y XBIZ.
En 2016, tanto ella como la actriz pornográfica Lauren Phillips grabaron su primera escena de sexo interracial en la película Lex's Breast Fest 7 junto a Lexington Steele.
Desde 2010 hasta su retiro rodó más de 530 películas.

## Premios y nominaciones
| Año  | Ceremonia    | Resultado | Premio                                    | Trabajo                                     |
| ---- | ------------ | --------- | ----------------------------------------- | ------------------------------------------- |
| 2015 | Premios AVN  | Nominada  | Premio fan: Mejores pechos                | —                                           |
| 2016 | Premios AVN  | Nominada  | Mejor escena de trío H-M-H                | Batman v Superman XXX: An Axel Braun Parody |
| 2016 | Premios XBIZ | Nominada  | Mejor escena de sexo en película parodia  | Batman v Superman XXX: An Axel Braun Parody |
| 2016 | Inked Awards | Nominada  | Mejor escena lésbica                      | Girls & Girls Alone 2                       |
| 2017 | Premios AVN  | Nominada  | Premio fan: Mejores pechos                | —                                           |
| 2018 | Premios AVN  | Nominada  | Premio fan: Mejor sitio web de una actriz | AlisonTylerVIP.com                          |
| 2018 | Premios AVN  | Nominada  | Premio fan: Pechos más espectaculares     | —                                           |
| 2018 | Premios AVN  | Nominada  | Premio fan: Estrella mediática            | —                                           |